# 개릿 앳킨스
개릿 앳킨스(영어: Garrett Atkins, 1979년 12월 12일 ~ )는 미국의 야구선수(타자)이다. 투구와 타석은 우투우타이며, 통산 662경기에 나와 타율 .296, 91홈런 438타점을 기록중이다. 캘리포니아 대학교 로스앤젤레스 출신이다.